# Mac Dre
Mac Dre, pseudonimo di Andre Louis Hicks (Oakland, 5 luglio 1970 – Kansas City, 1º novembre 2004), è stato un rapper statunitense.
Durante la sua carriera come gangsta rapper lavorò con diversi artisti, tra cui Snoop Dogg, il fratellastro del Dr. Dre Warren G, Kokane, Mistah F.A.B., Mc Hammer, Mac Mall, Ray Luv ed altri.

## Biografia

### Principio della carriera e prigione
Si trasferisce presto, da bambino a Vallejo con la madre per allontanarlo dai pericoli della città di Oakland. Andre iniziò a ricevere consensi a partire dall'inizio degli anni novanta e per tutta la Bay Area, consensi che si estesero a livello nazionale grazie alle etichette indipendenti come la Romp e la Thaizz Entertainment.
Fra i successi più recenti possiamo individuare i brani: Too Hard For the Fuckin' Radio e Feelin' Myself. La sua carriera musicale è costellata da numerosi litigi e controversie: dopo aver pubblicato i suoi primi album tra il 1989 e il 1991, viene accusato di aver commesso una rapina in banca. La sua etichetta, la Romp Productions, e le sue molte citazioni ad un "gioco violento" (in inglese appunto romp), inserite in diversi brani di successo, coincidevano con le caratteristiche di una gang di Vallejo specializzata in rapine alle banche, gang che si faceva chiamare "Romper Room Gang". Hicks fu accusato, assieme al rapper J-Diggs di essere membro della gang; per tale accusa nel 1992 fu condannato a cinque anni di prigione, nella quale guadagnò in popolarità registrando le sue canzoni direttamente dal penitenziario della contea di Fresno tramite il telefono interno della prigione. Il suo album, Young Black Brotha, è un risultato di questi sforzi. Un album uscito più tardi, Back 'N Da Hood, viene registrato sempre dalla prigione.

### Dopo il rilascio
Dopo il suo rilascio nel 1996, iniziò a pubblicare CD in modo continuativo. Il suo pubblico cresceva, le principali radio hip-hop iniziavano a dare nei palinsesti più spazio alla sua musica. Si trasferì così a Sacramento, dove fondò la sua seconda casa discografica, la Thaizz Entertainment.
Mac fu un consumatore abituale di ecstasy, tanto che, secondo alcuni, proprio a lui si deve un verbo americano, to thizz, che significa essere fatti di droga. Fu anche uno dei precursori della corrente Hyphy dell'Hip hop, "Hyphy" è una parola composta dalle parole "Hy" e "Fee" ed è un aggettivo che significa "iperattivo". Il termine si dice che sia una combinazione delle parole "iper" e "volare". La parola venne creata dal rapper della Bay Area Keak da Sneak usandola per la prima volta in un suo album del 1994.
L'Hyphy è uno stile di musica e di danza associate alla cultura hip hop della Bay Area, cultura che ha iniziato ad emergere tra la fine del 1990 e i primi anni 2000 in contrasto con la scena hip hop commerciale, che tendeva a sottrarre spazio ad altre realtà, creando uno forte stile identificativo della Bay Area, che, con il tempo, ha conquistato maggior spazio sulla scena nazionale americana.

### Morte
Il 2 novembre del 2004, ritornando da Kansas City, Missouri, un'auto si fermò bruscamente nei pressi del van di Mac Dre. Sebbene non si sappia realmente se ci fu uno scambio verbale, la rissa finì nel sangue. Il van sbandò e andò a finire contro un albero. Mac Dre morì probabilmente per un colpo di pistola alla nuca, sebbene il suo corpo venne gettato fuori dal furgone e fu trovato solo molto tempo dopo la scoperta dell'incidente. Nel 2005 un rapper di Las Vegas venne probabilmente ucciso da Mac Minister, un amico di Mac Dre, che, in questo modo l'avrebbe vendicato. Nel marzo 2006 Mac Minister venne arrestato dall'FBI.

## Discografia
- 1989: Young Black Brotha EP
- 1991: California Livin'
- 1992: What's really goin'on?
- 1992: Back 'N Da Hood EP
- 1996: Mac Dre presents the Rompalation, Vol.1
- 1998: Stupid Doo Doo Dumb
- 1998: Don't hate the player Hate the game
- 1999: Rapper gone bad
- 1999: Mac Dre presents the Rompalation, Vol.2
- 2000: Heart of a Gangsta, Mind of a Hustla
- 2001: Turf Bucaneers
- 2001: Mac Dre's the Name
- 2001: It's not What You Say...It's How You Say It
- 2002: Thizzelle Washington
- 2003: Al Boo Boo
- 2004: The Game is Thick
- 2004: The Genie of the Lamp
- 2005: Da U.S. Open
- 2005: Money Iz Motive
- 2005: Super Sig Tapes
- 2006: 16's With Mac Dre
- 2007: Don't Hate the player, Hate the game part 3